# شهرستان گیروکاستر

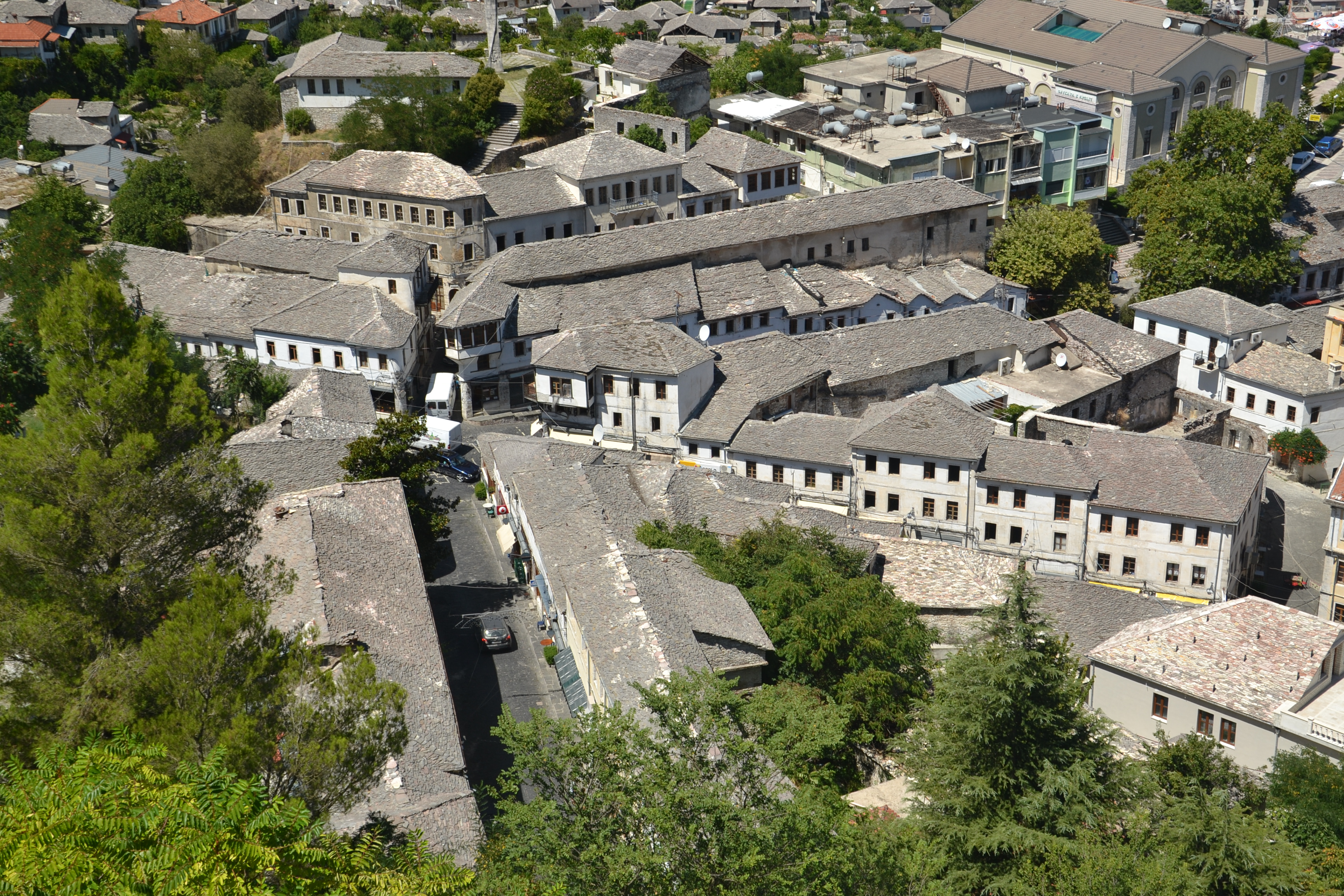
شهر قدیم گیروکاستر، ثبت‌شده در فهرست یونسکو.

شهرستان گیروکاستر (آلبانیایی: Qarku i Gjirokastrës) یکی از ۱۲ شهرستان کشور آلبانی است که بر اساس سرشماری سال ۲۰۱۱ میلادی، ۷۲٬۱۷۶ تن جمعیت داشته و مساحت آن ۲٬۸۸۴ کیلومترمربع بوده‌است. عمدهٔ جمعیت این شهرستان را مسلمانان تشکیل می‌دهند و از نظر ترکیب قومی نیز، آلبانیایی‌ها در اکثریت هستند، هرچند که یونانی‌ها نیز اقلیت قابل‌توجهی در این شهرستان هستند. شهر گیروکاستر مرکز این شهرستان است.

## تقسیمات اداری
تا سال ۲۰۰۰ میلادی، شهرستان گیروکاستر به ۳ ناحیه تقسیم می‌شد: ناحیه گیروکاستر، ناحیه پرمت و ناحیه تپلنه. از سال ۲۰۱۵ میلادی، پس از اصلاحات دولت در زمینهٔ تقسیمات اداری، این شهرستان شامل ۷ شهرداری شد: دروپول، گیروکاستر، کلسیره، لیبوهووه، ممالیای، پرمت و تپلنه. شهرستان گیروکاستر پیش از سال ۲۰۱۵ میلادی، دارای ۳۲ شهرداری به‌شرح زیر بود:
- آنتیگونه
- بالابان
- بوز
- چارشووه
- کپو
- دیشنیسه
- دروپول ای پوشتم
- دروپول ای سیپرم
- فراشر
- فشات ممالیای
- گیروکاستر
- کلسیره
- کراهس
- کورولش
- لازارات
- لیبوهووه
- لوپس
- لوفتینیه
- لونکسهری
- ممالیای
- اودریه
- پرمت
- پتران
- پیکار
- پوگون
- کندر لیبوهووه
- کندر پیسکووه
- کندر تپلنه
- کسارات
- سوکه
- تپلنه
- زاگوری

شهرداری‌های ذکرشده، مجموعاً دارای حدود ۲۷۰ شهرک و روستا هستند.

## ترکیب جمعیتی
براساس آخرین سرشماری ملی آلبانی در سال ۲۰۱۱ میلادی، این شهرستان ۷۲٬۱۷۶ نفر جمعیت داشت که بخش قابل‌توجه‌ای از این جمعیت را اقلیت یونانی تشکیل می‌دهد. گروه‌های قومی در این شهرستان عبارتند از آلبانیایی‌ها، یونانی‌ها، مونته‌نگرویی‌ها، آرومانیانی‌ها، کولی و مصری‌ها.
مجموعاً ۳۸٫۵۴ درصد از جمعیت این شهر مسلمان هستند و پیروان طریقت بکتاشیه نیز ۸٫۴۸ درصد از آن را تشکیل می‌دهند. نزدیک به ۱۷٫۴۳ درصد پیرو کلیسای ارتدکس آلبانی هستند، ۲٫۰۷ درصد پیرو کلیسای کاتولیک رومی، ۰٫۰۸ درصد پیرو کلیسای پروتستان و ۰٬۰۷ درصد نیز پیرو دیگر کلیساهای مسیحی هستند. ۸٫۳۸ درصد مؤمنان بدون دین و ۶٫۳ درصد خداناباور هستند. ۱۵٫۱۶ درصد نیز عقیده‌شان را ابراز نکردند.

## سیاست
شهرستان گیروکاستر دارای ۵ کرسی از ۱۴۰ کرسی پارلمان آلبانی است که برای دوره‌ای ۴ ساله انتخاب می‌شوند.
| حوزه      | جمعیت (۲۰۱۱) | حوزه‌های پیشین                                               | ناحیه           |
| --------- | ------------ | ----------------------------------------------------------- | --------------- |
| دروپول    | 0۳٫۵۰۳       | دروپول ای پوشتم، دروپول ای سیپرم، پوگون                     | ناحیه گیروکاستر |
| گیروکاستر | ۲۸٫۶۷۳       | آنتیگونه، کپو، گیروکاسترا، لازارات، لونکسهری، اودریا، پیکار | ناحیه گیروکاستر |
| Këlcyra   | 0۶٫۱۱۳       | بالابان، دیشنیکا، کلسیرا، سوکا                              | ناحیه پرمت      |
| Libohova  | 0۳٫۶۶۷       | لبوهاوا، کندر، زاگوریا                                      | ناحیه گیروکاستر |
| Memaliaj  | ۱۰٫۶۵۷       | بوز، فشات ممالیای، کراهس، لوفتینیه، ممالیای، کسارات         | ناحیه تپلنه     |
| پرمت      | ۱۰٫۶۱۴       | چارچووا، فراشر، پرمت، پتران، کندر پیسکووا                   | ناحیه پرمت      |
| تپلنه     | 0۸٫۹۴۹       | کورولش، لوپس، کندر، تپلنا                                   | ناحیه تپلنه     |

| ناحیه           | مرکز      | مساحت     | جمعیت (۲۰۱۱) | جمعیت (۲۰۰۱) | تعداد حوزه‌ها |
| --------------- | --------- | --------- | ------------ | ------------ | ------------ |
| ناحیه گیروکاستر | گیروکاستر | ۱٬۱۳۷ km² | ۳۵٬۸۴۳       | ۵۵٬۹۹۱       | ۱۳           |
| ناحیه پرمت      | پرمت      | ۹۲۹ km²   | ۱۶٬۷۲۷       | ۲۵٬۸۳۷       | ۹            |
| ناحیه تپلنه     | تپلنه     | ۸۱۷ km²   | ۱۹٬۶۰۶       | ۳۲٬۴۶۵       | ۱۰           |

## برای مطالعهٔ بیش‌تر
- Kallivretakis, Leonidas (1995). "Η ελληνική κοινότητα της Αλβανίας υπό το πρίσμα της ιστορικής γεωγραφίας και δημογραφίας [The Greek Community of Albania in terms of historical geography and demography]".  In Veremis, Thanos (ed.). Ο Ελληνισμός της Αλβανίας [The Greeks of Albania]. University of Athens. pp. 25–58. ISBN 9600800545.